# ピーター・トム・ウィリス
ピーター・トム・ウィリス（Peter Tom Willis 1967年1月4日- ）アラバマ州モリス出身のアメリカンフットボール選手。NFLのシカゴ・ベアーズでプレーした。ポジションはクォーターバック。

## 経歴
フロリダ州立大学で、4年次の1989年のみ、先発QBを務めた。その年チームは開幕から2連敗したが、その後シラキュース大学、オーバーン大学、マイアミ大学、フロリダ大学、10連勝し、ネブラスカ大学とのフィエスタボウルでも41-17と勝利し、チームを全米3位に導いた。彼はこの年大学のパス記録のうち、ゲイリー・ハフの記録を更新するシーズンパス獲得3,124ヤード、シーズンパス成功数211、パス300ヤード以上獲得6試合、などのシーズン記録、QBレイティング148.5などの通算記録を更新した。
大学卒業後は、NFLのシカゴ・ベアーズで1990年から1993年まで4シーズン所属した。1994年4月下旬、ベアーズから解雇された。
1995年、タンパベイ・バッカニアーズと契約したが、7月に解雇された。
1997年、アリーナフットボールリーグのタンパベイ・ストームに加入、5月3日のアリゾナ・ラトラーズとのアウェイの試合でパス32回中21回成功、4TD、1INTの成績をあげ、42-30で勝利した。翌週地元でのフロリダ・ボブキャッツ戦では第4Qに2本のTDパスを通し、38-19で勝利した。続くプレデイターズ戦では第1Qに、2インターセプトリターンTDをあげられるなど、4インターセプトを喫した。ナッシュビル・カッツとの試合では4TDをあげて、チームは42-26で勝利した。ミルウォーキー・マスタングズ戦では3インターセプトを喫し、チームは42-51で敗れた。アルバニー・ファイアーバーズ戦では第1Qに負傷退場、チームは31-53で敗れて3勝3敗となった。肋骨を痛めていたものの、翌週のニュージャージー・レッドドッグズ戦に先発出場したが、後半無得点に終わり28-44で敗れた。翌週のニューヨーク・シティホークス戦で3TDパスを決めて、チームは27-9で勝利した。アナハイム・ピランハスとの試合では、4TDパスを決めて、61-38で勝利した。翌週のアイオワ・バーンストーマー戦では3TDパスを決めたが、3インターセプトを喫し、38-61で敗れチームは6勝6敗となった。この年、ウィリスは、パス413回中225回成功。2,846ヤード、41TD、19INTの成績を残し、チームは8勝6敗でシーズンを終えた。
1998年、フロリダ州立大学の殿堂入りを果たした。1998年から2008年まで、母校フロリダ州立大学の試合のラジオ解説者を務めた。